# Xiang Yanmei
Xiang Yanmei (* 13. Juni 1992) ist eine chinesische Gewichtheberin. Sie wurde 2013 Weltmeisterin in der Gewichtsklasse bis 69 kg Körpergewicht.

## Werdegang
Xiang Yanmei begann als Jugendliche mit dem Gewichtheben. Sie startet für die Auswahlmannschaft der Provinz Hunan. Bei einer Größe von 1,67 Metern hebt sie in der Gewichtsklasse bis 69 kg Körpergewicht.
Ihren ersten Einsatz bei einer internationalen Meisterschaft absolvierte sie bei der Asienmeisterschaft 2011 in Tongling/China. Sie startete dort mit einem Körpergewicht von 69,84 kg in der Gewichtsklasse bis 75 kg und erzielte eine Zweikampfleistung von 261 kg (115–146). Mit dieser Leistung gewann sie in überlegenem Stil den Titel vor Tatjana Chromowa aus Kasachstan, die auf 223 kg (100–123) kam. Auch in den Einzeldisziplinen Reißen und Stoßen gewann sie die Asienmeistertitel. 2011 wurde sie auch bei der Weltmeisterschaft in Paris eingesetzt. Sie erzielte dabei in der Gewichtsklasse bis 69 kg im Zweikampf 264 kg (116–148). Mit dieser Leistung belegte sie hinter Oksana Sliwenko aus Russland, die 266 kg (118–148) erzielte, den 2. Platz. Zweite Plätze belegte sie auch im Reißen und im Stoßen.
Im April 2012 wurde Xiang Yanmei chinesische Meisterin mit einer Zweikampfleistung von 271 kg (120–151). Sie verwies dabei Kang Yue, die ebenfalls auf 271 kg (122–149) kam, auf Grund ihres geringeren Körpergewichts auf den 2. Platz. Bei den Olympischen Spielen 2012 in London wurde sie aber nicht eingesetzt. Der Grund dafür war die vom IOC bestimmte Quotenregelung für die Startplätze. Nach dieser Regelung hatte China für die 7 Gewichtsklassen im Frauen-Gewichtheben nur vier  Startplätze. Dies führte dazu, dass eine Gewichtheberin wie Xiang Yanmei, die gute Aussichten für den Gewinn der Goldmedaille gehabt hätte, nicht eingesetzt werden konnte.
Bei der chinesischen Meisterschaft im April 2013 holte sich Xiang Yanmei mit 265 kg (115–150), erneut den Titel. Sie verwies dabei Chen Yujuan, die 251 kg (106–145) erzielte, auf den 2. Platz. Im September 2013 belegte sie bei den chinesischen Nationalspielen den 2. Platz. Ihre Zweikampfleistung betrug dort 265 kg (120–145). Die Siegerin Xie Hongli kam ebenfalls auf 265 kg (111–154), war aber etwas leichter als sie. Bei der Weltmeisterschaft 2013 im Oktober 2013 erhielt Xiang Yanmei den Vorzug vor Xie Hongli. Sie rechtfertigte dieses Vertrauen und gewann mit einer Zweikampfleistung von 271 kg (123–148) den Weltmeistertitel. Sie siegte auch in den Einzeldisziplinen Reißen und Stoßen.
Im September 2014 siegte Xiang Yanmei auch bei den Asienspielen in Incheon/Südkorea in der Gewichtsklasse bis 69 kg. Sie erzielte dabei im Zweikampf 268 kg (118–150).

## Internationale Erfolge
| Jahr | Platz | Wettbewerb                           | Gewichtsklasse | Ergebnisse |
| ---- | ----- | ------------------------------------ | -------------- | --- |
| 2011 | 1.    | Asienmeisterschaft in Tongling/China | bis 75 kg      | mit 261 kg (115–146), vor Tatjana Chromowa, Kasachstan, 223 kg (100–123) und Kazue Imahoko, Japan, 217 kg (100–117)        |
| 2011 | 2.    | WM in Paris                          | bis 69 kg      | mit 264 kg (116–148), hinter Oksana Sliwenko, Russland, 266 kg (118–148) und Tatjana Matwejewa, Russland, 253 kg (110–143) |
| 2013 | 1.    | WM in Wrocław                        | bis 69 kg      | mit 271 kg (123–148), vor Ryo Un-hui, Nordkorea, 262 kg (119–143) und Dina Sasanawez, Weißrussland, 259 kg (116–143)       |
| 2014 | 1.    | Asienspiele in Incheon/Südkorea      | bis 69 kg      | mit 268 kg (118–150), vor Ryo Un-hui, Nordkorea, 262 kg (121–141) und Huang Shih Hsu, Taiwan, 233 kg (108–125)             |

## Nationale Wettkämpfe
(soweit bekannt)
| Jahr | Platz | Wettbewerb                 | Gewichtsklasse | Ergebnisse                                                                                   |
| 2009 | 2.    | Chinesische Meisterschaft  | bis 69 kg      | mit 261 kg (115–146), hinter Cao Lei, 275 kg (125–150), vor Qu Huijuna, 261 kg (115–146)     |
| 2012 | 1.    | Chinesische Meisterschaft  | bis 69 kg      | mit 271 kg (120–151), vor Kang Yue, 271 kg (122–149)                                         |
| 2013 | 1.    | Chinesische Meisterschaft  | bis 69 kg      | mit 265 kg (115–150), vor Chen Yujuan, 251 kg (106–145) und Xie Hongli, 248 kg (108–140)     |
| 2013 | 2.    | Chinesische Nationalspiele | bis 69 kg      | mit 265 kg (120–145), hinter Xie Hongli, 265 kg (111–154), vor Chen Yujuan, 255 kg (120–135) |

## WM-Einzelmedaillen
- WM-Goldmedaillen: 2013/Reißen – 2013/Stoßen
- WM-Silbermedaillen: 2013/Reißen – 2013/Stoßen

Erläuterungen
- alle Wettkämpfe im Zweikampf, bestehend aus Reißen und Stoßen
- WM = Weltmeisterschaft